# Station Saulieu
Station Saulieu is een spoorwegstation in de Franse gemeente Saulieu. Het station is niet meer in gebruik.